# Hélène Louvart

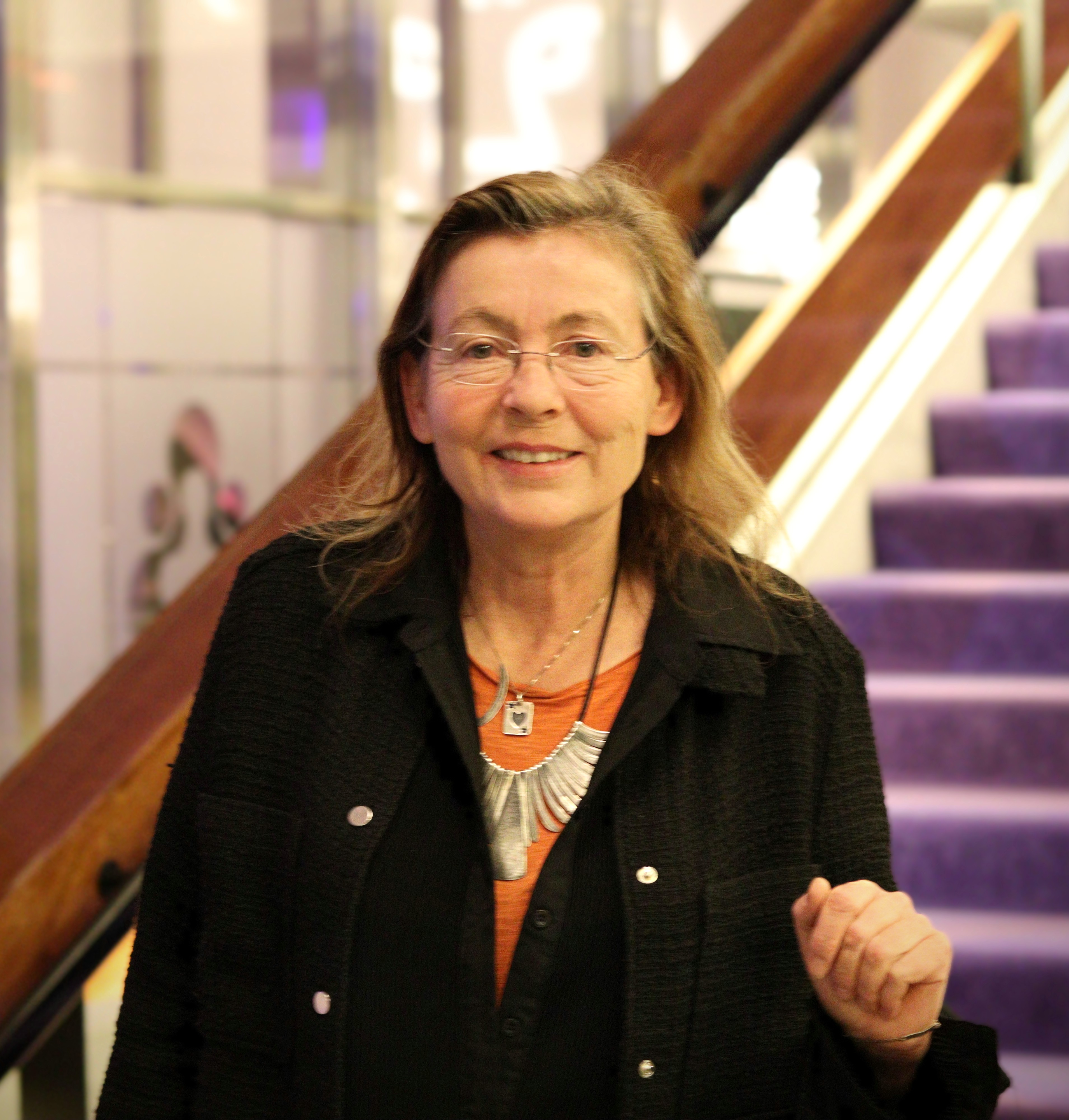
Hélène Louvart (2023)

Hélène Louvart (* 2. September 1964 in Pontarlier) ist eine französische Kamerafrau.

## Leben
Hélène Louvart wurde an der Filmschule École Louis-Lumière in Noisy-le-Grand zur Kamerafrau ausgebildet. Direkt nach ihrem Abschluss 1985 begannen erste Produktionen. Sie arbeitete häufiger mit den Regisseurinnen Sandrine Veysset und Alice Rohrwacher zusammen. Bedeutsam war ihre 3D-Kameraarbeit bei Wim Wenders’ Tanzfilm Pina.
2018 wurde sie mit dem Marburger Kamerapreis ausgezeichnet und für den Film Beach Rats für den Independent Spirit Award nominiert. Insgesamt wirkte sie bis in die 2010er-Jahre an über 110 Produktionen mit, darunter Kino- und Fernsehfilme, Dokumentationen und Kurzfilme.

## Filmografie (Auswahl)
- 1996: Gibt es zu Weihnachten Schnee? (Y’aura t’il de la neige à Noël?) – Regie: Sandrine Veysset
- 1997: Ich versteh’ nicht, was man an mir findet (Je ne vois pas ce qu’on me trouve)– Regie: Christian Vincent
- 1998: Ein bißchen Liebe (Laisse un peu d’amour) – Regie: Zaïda Ghorab-Volta (TV)
- 1999: Victor (Victor... pendant qu’il est trop tard) – Regie: Sandrine Veysset
- 1999: Nadia und der große Streik (Nadia et les hippopotames) – Regie: Dominique Cabrera
- 1999: Die Diebin von Saint Lubin (La voleuse de Saint-Lubin) – Regie: Claire Devers
- 2000: Reise in den Abgrund (Paria) – Regie: Nicolas Klotz
- 2001: Martha … Martha – Regie: Sandrine Veysset
- 2002: Ein Teil des Himmels (Une part du ciel) – Regie: Bénédicte Liénard
- 2003: Mit leeren Händen (Les mans buides) – Regie: Marc Recha
- 2003: Mutters Tod – Ein lang gehütetes Geheimnis (Histoire d’un secret) – Regie: Mariana Otero (Dokumentarfilm)
- 2004: Liebeskriege (Maarek hob) – Regie: Danielle Arbid
- 2004: Ausgestoßen (La blessure) – Regie: Nicolas Klotz
- 2004: Meine Mutter (Ma mère) – Regie: Christophe Honoré
- 2004: Der letzte Tag (Le dernier jour) – Regie: Rodolph Marconi
- 2005: Mathilde Monnier: Ein Leben für den Tanz (Vers Mathilde) – Regie: Claire Denis (Dokumentarfilm)
- 2006: Manche mögen’s reich (Quatre étoiles) – Regie: Christian Vincent
- 2006: Die Verlegerin und der Autor (Les ambitieux)
- 2007: Die Unsanfte (Pas douce) – Regie: Jeanne Waltz
- 2007: Der gehende Mann (L’homme qui marche) – Regie: Aurélia Georges
- 2008: Salamandra – Regie: Pablo Agüero
- 2008: Die Strände von Agnès (Les plages d’Agnès) – Regie: Agnès Varda (Dokumentarfilm)
- 2009: Sing um dein Leben (Petit indi) – Regie: Marc Recha
- 2010: Im Alter von Ellen – Regie: Pia Marais
- 2011: Pina – Regie: Wim Wenders (Dokumentarfilm)
- 2011: Corpo celeste – Regie: Alice Rohrwacher
- 2012: Atomic Age (L’âge atomique) – Regie: Héléna Klotz
- 2014: Land der Wunder (Le meraviglie) – Regie: Alice Rohrwacher
- 2015: Endlich frei (Peur de rien) – Regie: Danielle Arbid
- 2014: Xenia – Eine neue griechische Odyssee – Regie: Xenia Panos H. Koutras
- 2017: Beach Rats (Beach Rats) – Regie: Eliza Hittman
- 2017: Barrage – Regie: Laura Schroeder
- 2017: L’intrusa – Regie: Leonardo di Costanzo
- 2017: La vida lliure – Regie: Marc Recha
- 2018: Petra – Regie: Jaime Rosales
- 2018: Glücklich wie Lazzaro (Lazzaro felice) – Regie: Alice Rohrwacher
- 2018: Die untergegangene Familie (Familia sumergida) – Regie:  María Alche
- 2018: Maya – Regie: Mia Hansen-Løve
- 2019: Die Sehnsucht der Schwestern Gusmão (A Vida Invisível) – Regie: Karim Aïnouz
- 2019: Rocks – Regie: Sarah Gavron
- 2020: Niemals Selten Manchmal Immer (Never Rarely Sometimes Always) – Regie: Eliza Hittman
- 2020: All die Toten (Todos os mortos) – Regie: Caetano Gotardo, Marco Dutra
- 2021: Frau im Dunkeln (The Lost Daughter) – Regie: Maggie Gyllenhaal
- 2022: Nobody’s Hero (Viens je t’emmène) – Regie: Alain Guiraudie
- 2022: Un petit frère – Regie: Léonor Serraille
- 2022: Nezouh – Regie: Soudade Kaadan
- 2022: Le pupille (Kurzfilm) – Regie: Alice Rohrwacher
- 2023: Disco Boy – Regie: Giacomo Abbruzzese
- 2023: Firebrand – Regie: Karim Aïnouz
- 2023: La chimera – Regie: Alice Rohrwacher
- 2024: Motel Destino – Regie: Karim Aïnouz
- 2024: Reading Lolita in Tehran – Regie: Eran Riklis
- 2025: Eleanor the Great – Regie: Scarlett Johansson
- 2024: Der Salzpfad (The Salt Path) – Regie: Marianne Elliott
- 2025: Romería – Regie: Carla Simón

## Auszeichnungen (Auswahl)

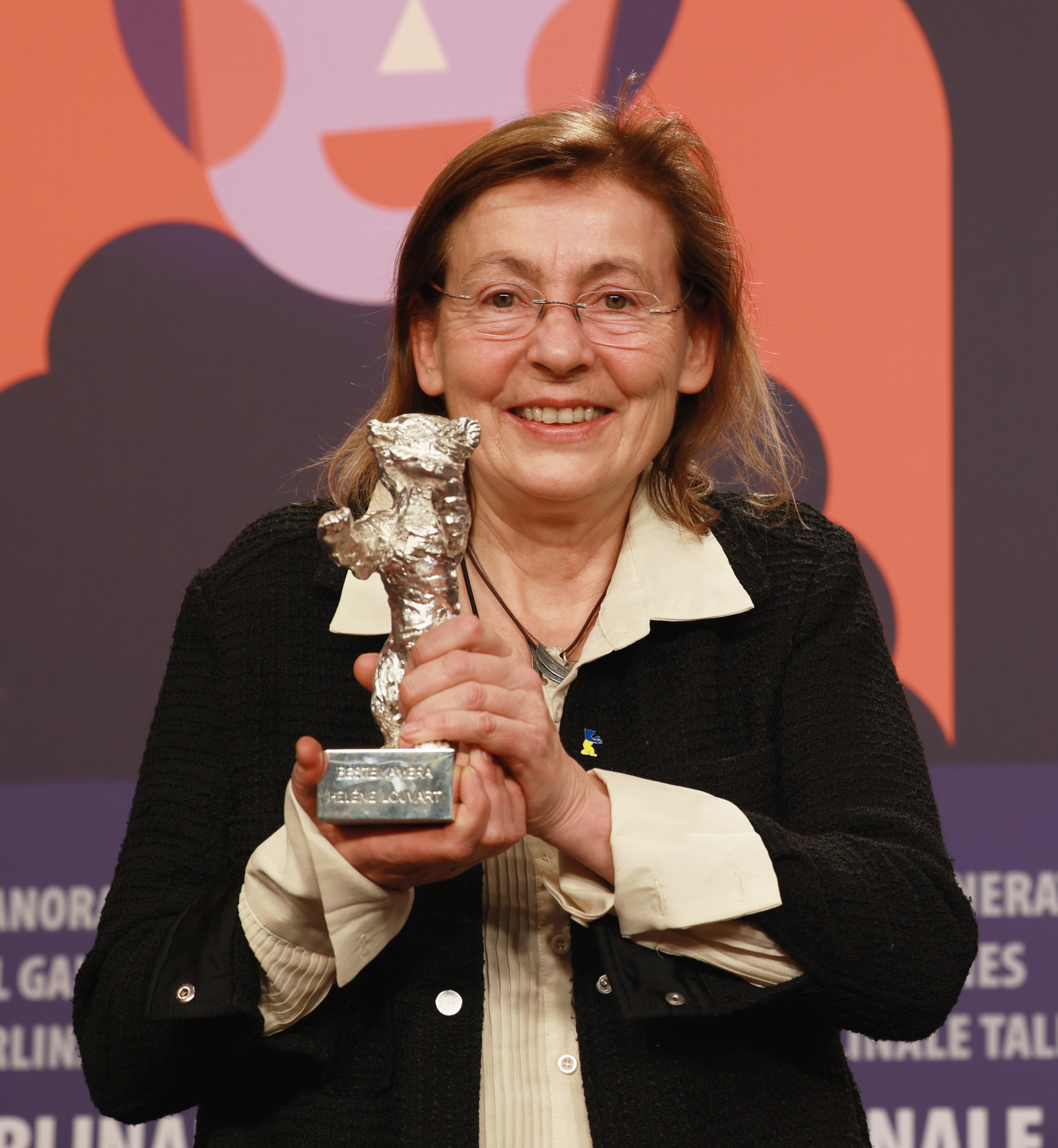
Hélène Louvart mit dem Silbernen Bär der Berlinale 2023

- 2010: Nominierung Premis Gaudí für Sing um dein Leben
- 2013: Bester 3D-Dokumentarfilm beim Filmfestival Camerimage für Pina
- 2018: Nominierung für den Independent Spirit Award für Beach Rats
- 2018: Marburger Kamerapreis
- 2019: Nominierung für den David di Donatello für Glücklich wie Lazzaro
- 2019: Spezialpreis der Jury des Montclair Film Festival für A Vida Invisível de Eurídice Gusmão
- 2019: Nominierung Premis Gaudí für Petra
- 2021: Nominierung British Independent Film Awards für Rocks
- 2022: Nominierung London Critics’ Circle Film Award für Die Sehnsucht der Schwestern Gusmão
- 2023: Silberner Bär der Internationalen Filmfestspiele Berlin für eine herausragende künstlerische Leistung (Kamera)